# Teodor de Samos (pintor)
Teodor de Samos (en llatí Theodorus, en grec antic  Θεόδωρος) fou un pintor grec nascut a l'illa de Samos, deixeble de Nicòstenes.
L'esmenta Plini el Vell en la seva llista dels pintors que van ser not ignobiles quidem, in transcursu tamen dicendi (valuosos, però que passo per ells molt depresa). (Naturalis Historia XXXV, 11. s. 40.42).